# Campionati mondiali di beach volley 2022
I campionati del mondo di beach volley 2022 sono stati la tredicesima edizione dell'omonima competizione e si sono svolti presso il Foro Italico di Roma, in Italia, da lunedì 10 giugno a domenica 19 giugno 2022.
Originariamente erano in programma per il mese di settembre 2021, ma a causa della pandemia di COVID-19 sono stati rinviati a giugno del 2022.

## Partecipanti
Hanno preso parte al torneo 48 coppie per il settore femminile e 48 per quello maschile, per un totale di 96 coppie.
La scelta delle coppie è stata effettuata come segue:
- 25 coppie, tra cui due della nazione ospitante, in base ai FIVB Entry Points, ovvero un punteggio basato sui risultati degli ultimi quattro tornei disputati dalle coppie;
- 3 wild card;
- 4 ulteriori coppie per ciascuna confederazione, per un totale di 20 coppie.

Ogni federazione nazionale poteva schierare al massimo quattro coppie per ciascun settore, ad eccezione dell'Italia che, in quanto nazione ospitante, ne poteva schierare sei per ciascun settore.
A causa dell'invasione russa dell'Ucraina, le federazioni di Russia e Bielorussia sono state escluse in questa competizione.

## Sorteggio e formula
Il sorteggio è stato fatto a Jūrmala, in Lettonia, il 1º giugno 2022.
Per ciascun torneo (maschile e femminile), le squadre sono divise in 12 gironi preliminari da 4 coppie. Le migliori due coppie di ogni girone e le quattro migliori terze classificate, per un totale di 28 coppie, vengono ammesse di diritto alla fase ad eliminazione diretta, mentre le rimanenti otto coppie terze classificate si sfidano nei lucky losers play-offs, gare di sola andata che qualificano quattro ulteriori squadre, con sorteggio apposito per determinare le partite da disputare.
Alla seconda fase del torneo vengono ammesse 32 coppie e consiste in gare di sola andata di sedicesimi, ottavi, quarti di finale, semifinali e finali sia per il 3° che per il 1º posto.

## Podi

### Uomini
| Evento                     | Oro                                   | Argento                                               | Bronzo                                 |
| Torneo maschile (dettagli) | Norvegia Anders Mol e Christian Sørum | Brasile Renato Andrew Lima de Carvalho e Vitor Felipe | Brasile André Stein e George Wanderley |

### Donne
| Evento                      | Oro                                          | Argento                                   | Bronzo                                  |
| Torneo femminile (dettagli) | Brasile Eduarda Santos Lisboa e Ana Patricia | Canada Sophie Bukovec e Brandie Wilkerson | Germania Svenja Muller e Cinja Tillmann |

## Medagliere

### Medagliere complessivo
| Posiz. | Nazione  | Oro | Argento | Bronzo | Totale |
| ------ | -------- | --- | ------- | ------ | ------ |
| 1      | Brasile  | 1   | 1       | 1      | 3      |
| 2      | Norvegia | 1   | 0       | 0      | 1      |
| 3      | Canada   | 0   | 1       | 0      | 1      |
| 4      | Germania | 0   | 0       | 1      | 1      |
| Total  | Total    | 2   | 2       | 2      | 6      |